# 마이크로비트
마이크로비트(Micro:Bit, BBC Micro Bit, micro:bit)는 오픈 소스 하드웨어 ARM 기반 임베디드 시스템으로, 영국의 컴퓨터 교육용으로 영국방송공사(BBC)에 의해 설계되었다. 2015년 3월 12일 BBC의 메이크 잇 디지털(Make It Digital) 캠페인을 시작했을 때 처음 발표되었으며 100만 개의 장치를 영국의 어린 학생들에게 보급하는 것을 목적으로 하였다. 최종 기기 디자인과 기능은 2015년 7월 6일 공개되었으며 기기의 실제 배송은 일부 지연이 있은 뒤 2016년 2월 시작되었다.
이 장치는 신용 카드 크기의 절반 크기로 기술되었으며 ARM Cortex-M0 프로세서, 가속도계, 자기장 센서, 블루투스, USB 연결, 25개의 LED로 구성된 디스플레이, 2개의 프로그래밍 가능한 버튼을 갖추고 있으며 USB 또는 외장 배터리 팩을 통해 전원을 공급받을 수 있다. 장치의 입출력은 25핀 에지 커넥터의 일부분을 구성하는 5개의 링 커넥터를 통해 이루어진다.

## 같이 보기
- 아두이노
- 라즈베리 파이

## 참고 문헌
- "BBC micro:bit Recipes: Learn Programming with Microsoft MakeCode Blocks" Author: Pradeeka Seneviratne (2019)
- "Beginning BBC micro:bit:A Practical Introduction to micro:bit Development" Author: Pradeeka Seneviratne (2018) ; Chinese translation by Jason Liu (2019)
- "Robótica Educativa - 50 Proyectos con micro:bit" Author: Ernesto Martínez de Carvajal Hedrich (2018).
- "The Official BBC micro:bit User Guide" Author: Gareth Halfacree (2017)
- "micro: bit in Wonderland: Coding & Craft with the BBC micro:bit"  Authors: Tracy Gardner and Elbrie de Kock (2018).
- "Getting Started with the BBC Micro:Bit"  Author: Mike Tooley (2017)
- "Micro:Bit – A Quick Start Guide for Teachers" Author: Ray Chambers (2015)